# 阿部文男
阿部 文男（あべ ふみお、1922年6月23日 - 2006年12月6日）は、日本の政治家。
衆議院議員（7期）、北海道開発庁長官（第53代）、沖縄開発庁長官（第22代）、宏池会事務総長などを歴任した。

## 来歴・人物

### 地方政界
山形県東根市出身。北海道帝国大学附属農林専門部を卒業した。
函館市議会議員などを務めた。1963年の北海道議会議員選挙に立候補し、函館市選挙区から当選した。以来、連続2期当選を果たした。北海道議会では、商工労働委員会や予算特別委員会において、それぞれ副委員長を務めた。第32回衆議院議員総選挙立候補のため、2期目の1969年12月6日に辞職した。

### 国政
北海道議会議員辞職後、1969年の衆議院議員総選挙に立候補し、旧北海道第3区にから当選を果たした（当選同期に小沢一郎・羽田孜・梶山静六・奥田敬和・渡部恒三・綿貫民輔・塩崎潤・森喜朗・村田敬次郎・松永光・江藤隆美・中山正暉・浜田幸一など）。その後、当選7回を数える。北海道第3区では長年にわたり、阿部と佐藤孝行がトップ当選をめぐり激しい争いを演じた。
自由民主党内では宏池会（前尾繁三郎派→大平正芳派→鈴木善幸派→宮澤喜一派）に所属し、のちに宏池会事務総長を務めた。官僚出身の議員が多い宏池会では数少ない叩き上げの党人派議員で、田中六助に近い存在であった。
1989年8月、第1次海部内閣の北海道開発庁長官・沖縄開発庁長官として初入閣した。翌年の2月まで務めた。しかし共和汚職事件にともない、北海道のリゾート事業や第5期北海道総合開発計画に盛り込まれている高規格道路の函館･江差自動車道建設に絡み長官在任中に鉄骨加工会社「共和」から9000万円を受け取った疑いをかけられ、1992年1月13日に受託収賄罪で逮捕された。2000年3月、懲役3年（追徴金9000万円）の実刑が確定した。ただし病気入院のため刑の執行が停止され、収監されることはなかった。
2006年12月6日20時14分、心不全のため北海道函館市の病院で死去した。84歳没。

## 略歴
- 1969年12月　第32回衆議院議員総選挙にて初当選。以後当選7回
- 1972年12月　第33回衆議院議員総選挙に落選
- 1976年12月　第34回衆議院議員総選挙にて返り咲きを果たす
- 1989年8月　北海道開発庁長官・沖縄開発庁長官（海部内閣）
- 1992年1月　受託収賄罪で逮捕
- 1993年6月　政界引退
  - 1993年7月の第40回衆議院議員総選挙に後継者として長男の阿部洋が無所属で立候補したが落選した。
- 2000年3月　懲役3年（追徴金9000万円）の実刑確定
- 2006年12月　84歳で死去。